# Heinrichsbrunn
Heinrichsbrunn is een plaats in de gemeente Mauth, en maakt deel uit van het district Freyung-Grafenau in de Duitse deelstaat Beieren.
Heinrichsbrunn telt 300 inwoners.